# ان.اچ.آی.ای.
«ان.اچ.آی.ای.» (به انگلیسی: N.H.I.E.) ترانه‌ای از رپر بریتانیایی-آمریکایی ۲۱ سویج و رپر و خوانندهٔ آمریکایی دوجا کت، از سومین آلبوم استودیی ۲۱ سویج رؤیای آمریکایی (۲۰۲۴) می‌باشد. این ترانه به‌عنوان دومین تک‌آهنگ آلبوم از سوی اسلاتر گنگ و اپیک رکوردز برای پخش در رادیوهای ریتمیک ایالات متحده ارسال شد. تهیه‌کنندگی این ترانه بر عهدهٔ کرتیس مک‌کنزی، اسکرایبز رایلی و جونا استیونز بوده‌است. عبارت «ان.اچ.آی.ای.» مخفف جملهٔ «Never Have I Ever» (به‌معنای من تابه‌حال هرگز) است.